# Podoły
Podoły (ukr. Подоли) – wieś na Ukrainie, w obwodzie charkowskim, w rejonie kupiańskim. W 2001 liczyła 2376 mieszkańców, spośród których 2224 posługiwało się językiem ukraińskim, 148 rosyjskim, 1 bułgarskim, a 3 się nie zdeklarowało. W 2023 liczyła 676 mieszkańców.